# Bruna Pezelj
Bruna Pezelj, née le 15 janvier 1999 à Zagreb en Croatie, est une joueuse française de volley-ball évoluant au poste de réceptionneuse-attaquante.

## Biographie

### Carrière
Native de Zagreb, elle est la fille du passeur international slovène Dragan Pezelj,. Elle arrive en France dans la ville de Nice à l'âge de deux ans et demi, où son père est recruté par le club local. Influencée par ce dernier, elle démarre sa formation à l'AS Monaco avant de rejoindre plus tard l'institut fédéral de volley-ball,.
Sa carrière professionnelle débute à l'âge de 18 ans lors la saison 2017-2018, sous les couleurs de Vandœuvre Nancy.
En 2019, elle rejoint le club de Saint-Raphaël.
Le 30 janvier 2021, elle subit une grave blessure à un genou — rupture du ligament croisé —, survenue lors d'une rencontre de Ligue A face à Marcq-en-Barœul, qui aura pour conséquence de la tenir éloignée des parquets durant une période de 18 mois.
A l'intersaison 2023, elle s'engage pour le club suédois de Hylte/Halmstad.

### Équipe nationale
Avec l'équipe de France des moins de 19 ans, elle participe au Championnat d'Europe 2016 où la sélection termine à la 9e place.
En 2017, elle est appelée en équipe de France pour la première fois par le sélectionneur Félix André. Elle dispute son premier match le 12 mai face à la Belgique avant de prendre part à la Ligue européenne.

## Clubs
- Vandœuvre Nancy (2017–2019)
- Saint-Raphaël Var (2019–2021 puis 2022–2023)
- Hylte/Halmstad (2023–2024)
- Kaposvári Női RC (2024–)

## Palmarès
- Supercoupe de France :
  - Finaliste en 2019.

- Supercoupe de Suède :
  - Finaliste en 2023.